# 神威岳
神威岳是位於日本北海道廣尾郡大樹町與浦河郡浦河町一帶的山嶽，屬於日高山脈，海拔約有1,600公尺高。

## 介紹
神威岳的日語名字來自阿伊努語的「kamuy-sir」或「kamuy-nupuri」，「kamuy」指「神威」，是神明的意思，所以神威岳有「神之山」的涵義。它與當地另外兩座山嶽、並稱為「南日高三山」。神威岳後來成為日本三百名山之一，山上有著名的日高山脈襟裳國定公園。

## 其他神威岳
事實上，北海道尚有數座山嶽名字均為「神威岳」，不過以大樹町、浦河町這座神威岳最為著名。其他名為神威岳的山嶽位置如下：
- 位於北海道札幌市南區的神威岳，海拔約983公尺。
- 位於北海道帶廣市及新冠郡新冠町境內的神威岳，海拔約1,756公尺。
- 位於擇捉島（日本行政區劃為北海道蘂取郡蘂取村）的神威岳，海拔約1,322公尺。
- 位於北海道赤平市及歌志內市境內的神威岳，海拔約467公尺。

另外，北海道尚有兩座名為神威山（與神威岳日文名字義近）的山嶽：
- 位於北海道島牧郡島牧村的神威山，海拔約780.5公尺。
- 位於北海道奥尻郡奥尻町的神威山，海拔約584公尺。

亦有兩座名為神居山（かむいやま，與神威山日文名字音近）的山嶽：
- 位於北海道旭川市的神居山，海拔約799.2公尺。
- 位於北海道蘆別市及旭川市境內的神居山，海拔約809.9公尺。
- 位於北海道中川郡中川町的神居山，海拔約398公尺。

## 外部連結
- （日語）日本國土地理院：地圖閲覧服務：2萬5千分1地形圖名：神威岳（浦河） （页面存档备份，存于）